# تپه خارابالیخ
تپه خارابالیخ مربوط به دوره اشکانیان است و در شهرستان بیله‌سوار، بخش قشلاق دشت، دهستان قشلاق شرقی، روستای داش بلاغ واقع شده و این اثر در تاریخ ۱۲ دی ۱۳۸۶ با شمارهٔ ثبت ۲۰۳۰۸ به‌عنوان یکی از آثار ملی ایران به ثبت رسیده است.